# Drapeau de Saint-Jean-de-Luz
Le Drapeau de Saint-Jean-de-Luz (Donibane Ziburuko Estropada en basque) est le prix d'une régate qui fait partie actuellement de la Ligue ARC (catégorie 2) et qui est organisé par le Club d'aviron Ur Joko.

## Histoire
En 1972 a eu lieu le premier Grand Prix de Saint-Jean-de-Luz qui a été attribué à Lasarte devant Pedreña, Hondarribia et Kaiku. Toutefois cette compétition a cessé d'exister et a été reprise à nouveau en 1991 avec le nom de Drapeau de Saint-Jean-de-Luz.

## Palmarès
| Édition | Année | Vainqueur   | Second            | Troisième        |
| I       | 1991  | San Pedro   | Orio              | Isuntza          |
| II      | 1992  | San Pedro   | Ur Kirolak        | Orio             |
| III     | 1993  | Orio        | Ur Kirolak        | Hondarribia      |
| IV      | 1994  | Hondarribia | Ur Kirolak        | Orio             |
| V       | 1995  | Hondarribia | San Juan          | Orio             |
| VI      | 1996  | San Juan    | Donibaneko        | Zarautz          |
| VII     | 1997  | Hondarribia | Trintxerpe        | San Pedro        |
| VIII    | 1998  | Tirán       | Donibaneko        | San Pedro        |
| IX      | 1999  | San Juan    | San Pedro         | Kaiku            |
| X       | 2000  | Tirán       | -                 | -                |
| XI      | 2001  | Tirán       | Urdaibai          | Castro-Urdiales  |
| XII     | 2002  | Tirán       | -                 | -                |
| XIII    | 2003  | Trintxerpe  | Santiagotarrak    | -                |
| XIV     | 2004  | Arkote      | Pontejos          | Zierbena         |
| XV      | 2005  | Zarautz     | Zumaia            | Zierbena         |
| XVI     | 2006  | Kaiku       | Colindres         | Portugalete      |
| XVII    | 2007  | Portugalete | Castro-Urdiales B | Arkote B         |
| XVIII   | 2008  | Astillero   | Orio B            | Trintxerpe       |
| XIX     | 2009  | Deusto      | Trintxerpe        | Ciudad Santander |
| XX      | 2010  | Portugalete | Getaria           | Ondarroa         |